# Globicornis picta
Globicornis picta là một loài bọ cánh cứng trong họ Dermestidae. Loài này được Küster miêu tả khoa học năm 1851.